# Escola Superior de Biotecnologia
A Escola Superior de Biotecnologia (ESB) é uma faculdade da Universidade Católica Portuguesa e está localizada no Porto, Portugal. Fundada em 1984, desenvolve múltiplas atividades universitárias (ensino superior, investigação e extensão aos diferentes setores de atividade tanto a nível nacional como internacional). Atualmente oferece formação em português (Licenciaturas em Bioengenharia, Microbiologia e Ciências da Nutrição, entre outros) e em inglês (Doutoramento e Mestrados em Engenharia Alimentar, Engenharia Biomédica e Microbiologia Aplicada, entre outros) e tem como diretora a Professora Doutora Paula Castro.

## Ensino
Atualmente a ESB oferece licenciaturas em Bioengenharia, Microbiologia e Ciências da Nutrição, e mestrados em Engenharia Alimentar, Engenharia Biomédica, Microbiologia Aplicada e Biotecnologia e Inovação.
Ao nível dos doutoramentos, a ESB oferece, desde 1990, o Doutoramento em Biotecnologia, recentemente convertido em Programa Doutoral em Biotecnologia (com 240 ECTS), com quatro ramos de especialização – Química, Microbiologia, Ciência e Eng. Alimentar e Ciência e Eng. do Ambiente. É ainda assegurado doutoramento na área da "Ciência e Tecnologia Alimentar e Nutrição".
A ESB promove pós-graduações em Enologia, Inovação Alimentar, Segurança Alimentar, Nutrição e Envelhecimento e Nutrição Pediátrica, para além de outras ofertas de formação contínua.
Para além das competências técnicas, é promovido o desenvolvimento pessoal de forma transversal, através de seminários de pensamento crítico, escrita criativa, humanismo, investigação para todos, mentorado, etc.
Atualmente frequentam a ESB cerca de 650 alunos. A empregabilidade dos diplomados é considerada elevada, sendo que 80% dos que trabalham estão na sua área.

## Investigação
Em paralelo com o ensino superior, a ESB criou e desenvolveu o Centro de investigação em Biotecnologia e Química Fina (CBQF), desde 2004 com estatuto de Laboratório Associado do Estado, e com atividade no domínio da Biotecnologia, designadamente nos sectores alimentar e ambiental, e sua interface com a qualidade de vida e bem-estar. O CBQF integra cerca de 100 investigadores, dos quais 40 doutorados. A investigação realizada pelo CBQF foi classificada com "Excelente" na última avaliação internacional promovida pela Fundação para a Ciência e a Tecnologia.
Alunos do 12.º ano e 1.º ano das licenciaturas podem participar em projetos de investigação através do Clube dos Investigadores.

## Extensão Universitária
A partilha de conhecimento com a comunidade é promovida através de parcerias com autarquias, empresas, organizações não governamentais, escolas e outras entidades. Algumas das iniciativas realizadas incluem as Olimpíadas do Ambiente, Olimpíadas da Biotecnologia e o Centro Regional de Excelência em Educação para o Desenvolvimento Sustentável da Área Metropolitana do Porto.
Os serviços são prestados por equipas como o CINATE (Centro de Inovação e Apoio Empresarial) e o GEA (Grupo de Estudos Ambientais). Análises laboratoriais e agendas 21 locais são dois exemplos.
A ESB promove anualmente uma semana aberta, ciclos de tertúlias e conferências científicas.

## Empreendedorismo
A atividade de promoção empresarial na ESB está centralizada no BioSpin que enquadra as biotecnologias nas suas vertentes agroalimentar, ambiental e da saúde. Atualmente são incubadas 18 empresas. As atividades e projetos baseiam-se num forte envolvimento de estudantes e parceiros externos com docentes.